# تمرد ابن رفادة 1932
تمرد حامد بن رفادة أو ثورة حامد بن رفادة هي انتفاضة مسلحة ضد ملك الحجاز ونجد وملحقاتها عبد العزيز آل سعود بقيادة أمير قبيلة بلي حامد بن رفادة وأفراد قبيلة بلي، انطلقت عسكريا في شمالي الحجاز عام 1932 وسياسياً عام 1928 بدعم من حزب الأحرار الحجازي وإمارة شرق الأردن.

## تفاصيل الحادثة

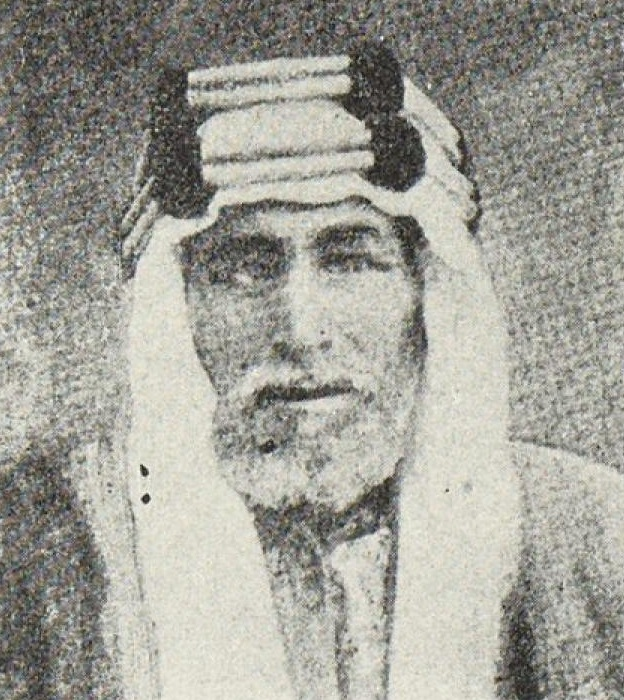
صورة الشيخ حامد ابن رفادة البلوي.

كان أمير شرق الأردن عبد الله بن الحسين يسعى إلى زعزعة الأمن في الحجاز لإعادته للحكم الهاشمي الذي طُردت منه أسرته، خاصة بعد أن أصبح الحجاز تحت حكم السلطان عبدالعزيز.
وقد استطاع الأمير عبد الله، أن يقنع أحد شباب الحجاز، وهو حسين طاهر الدباغ، بتشكيل حزب سري يدعى حزب الأحرار يعمل على مناوأة ابن سعود، وإخراجه من الحجاز، وأمده بالمال والعتاد. وكان حسين طاهر الدباغ، قد فر من الحجاز، بعد دخولها تحت سلطة الملك عبدالعزيز ، وكان ناقماً على ابن سعود، ويرى أن الحجاز يجب أن يكون مستقلا، وأن يتحرر من عبد العزيز آل سعود و الوهابيين النجديين فبادر إلى تشكيل "حزب الأحرار الحجازي"، من الحجازيين اللذين فروا إلى مصر بعد سقوطها بيد الجيش السعودي وأسندت رئاسته إلى أخيه، طاهر الدباغ. كما كان من أعضائه حامد بن سالم بن رفادة، من قبيلة بلي، الذي سبق أن قام بتمرد في شمالي الحجاز، عام 1347هـ/1928 م، ولكنه فشل، فهرب إلى مصر ، وخطط أعضاء الحزب، بعد التشاور مع أمير شرق الأردن، أن يقوم حامد بن رفادة بقيادة ثورة في شمالي الحجاز. كما خطط الحزب، أن يُقنع الإدريسي بالقيام بثورة في جازان ، وأن يُرتب مع مؤيدي الحزب، للثورة في المدن الكبيرة في الحجاز وتحقيقاً لتلك الأغراض، سافر الشيخ حامد بن رفادة، من القاهرة في أواخر سنة 1350هـ/ أبريل 1932 م، متوجهاً إلى عمان. ثم عاد إلى مصر، وأخذ يتصل برجال قبيلته، المقيمين بها، لحثهم على القيام بحركة ثورية في شمالي الحجاز. وقد تمكن ابن رفادة من جمع عدد من أفراد قبيلة بلي. ووصل بأنصاره الذين بلغوا أربعمائة مقاتل، إلى غربي العقبة، داخل الأراضي السعودية. وكانت إمارة شرق الأردن، تمدهم بالمؤن والأسلحة، وتوفر له الدعاية الإعلامية. وتمكن ابن رفادة، بعد ذلك، من الوصول إلى جبل شار، الذي يبعد عن بلدة ضبا حوالي خمسين كيلومتراً، إلى الشرق، وكان الملك عبد العزيز على دراية تامة بتحركات الشيخ حامد بن رفادة، فأخذ يعد للأمر عدته. فأمر بالقبض على بعض الأشخاص، في مكة الذين خشي أن يكون لهم ضلع في المؤامرة. كما اتصل بالحكومة البريطانية، طالباً منها التقيد ببنود معاهدة حدَّة، التي نظمت العلاقة بالأردن، وعدم مساعدة المناوئين له. فالتزمت الحكومة البريطانية بذلك. وأصدر ممثلها في الأردن بياناً، أكد فيه منع المساعدات عن المناوئين للملك عبد العزيز. كما أصدر أمير الأردن بياناً مماثلاً، بناء على مشورة بريطانيا.
فلما أيقن الملك عبد العزيز عدم مقدرة المتمردين على الفرار، كلف القائد عبد الله بن محمد بن عقيل التميمي لحربه وقمع التمرد وكان ابن عقيل حين وصل شمال المملكة كلف بيارق عنزة وبني رشيد وكانت المعركة بين بيارق عنزة وبني رشيد وحامد بن رفادة عند جبل شار
أرسل ابن عقيل القوات إلى جبل شار للقضاء على حركة ابن رفادة، فأحاطت به وبمن معه، وفتكت بإبن رفادة ومن معه، ولم ينج إلا ثلاثون شخصاً، وطوردوا، ثم قضي عليهم وقطع رأس ابن رفادة وحمل إلى ضبا ولعب به الأطفال ثم علق في سوق ضبا، وذلك في 26 ربيع الأول، 1351هـ الموافق 30 يوليو، 1932.